# Polillo (Quezon)
Polillo is een gemeente in de Filipijnse provincie Quezon op het gelijknamige eiland Polillo. Bij de laatste census in 2010 telde de gemeente ruim 28 duizend inwoners.

## Geografie

### Bestuurlijke indeling
Polillo is onderverdeeld in de volgende 20 barangays:
| - Anawan - Atulayan - Balesin - Bañadero - Binibitinan - Bislian - Bucao - Canicanian - Kalubakis - Languyin | - Libjo - Pamatdan - Pilion - Pinaglubayan - Poblacion - Sabang - Salipsip - Sibulan - Taluong - Tamulaya-Anitong |

## Demografie
Polillo had bij de census van 2010 een inwoneraantal van 28.125 mensen. Dit waren 213 mensen (0,8%) meer dan bij de vorige census van 2007. Ten opzichte van de census van 2000 was het aantal inwoners gegroeid met 4.020 mensen (16,7%). De gemiddelde jaarlijkse groei in die periode kwam daarmee uit op 1,55%, hetgeen lager was dan het landelijk jaarlijks gemiddelde over deze periode (1,90%).

De bevolkingsdichtheid van Polillo was ten tijde van de laatste census, met 28.125 inwoners op 253 km², 111,2 mensen per km².

## Geboren in Polillo
- Rafael Nantes (4 januari 1957), politicus (overleden 2010).